# Internazionali BNL d’Italia 2009
Die Internazionali BNL d’Italia 2009 waren ein Tennisturnier der WTA Tour 2009 für Damen und ein Tennisturnier der ATP World Tour 2009 für Herren in Rom. Das Herrenturnier fand vom 25. April bis 4. Mai 2009 statt, das Damenturnier vom 3. bis 9. Mai 2009.

## Herrenturnier
→ Qualifikation: Internazionali BNL d’Italia 2009/Herren/Qualifikation

## Damenturnier
→ Qualifikation: Internazionali BNL d’Italia 2009/Damen/Qualifikation